# オキサンショウウオ
オキサンショウウオ (Hynobius okiensis) は、両生綱有尾目サンショウウオ科サンショウウオ属に分類される有尾類。

## 分布
日本（島後島）固有種
種小名okiensisは「隠岐産の」の意。

## 形態
全長オス11.9センチメートル、メス12.9センチメートル。体側面に入る皺（肋条）は左右に13本ずつ（まれに14本）。尾は太く基部が円筒形だが、尾の1/3より先端は側偏する。背面の色彩は赤紫がかった黄褐色で、黄色い斑紋が入る。腹面には斑紋が入らない。
上顎中央部に並ぶ歯の列（鋤骨歯列）はアルファベットの「V」字状。四肢や指趾は細長く、胴体に沿って前肢（および指）を後方へ後肢（および趾）を前方に伸ばすと肋条1本ぶん重複する。後肢の趾は5本。
卵嚢の表面には、縦方向にやや明瞭な筋が入る。

## 分類
以前はヒダサンショウウオやブチサンショウウオH. naeviusに近縁だと考えられ、ブチサンショウウオの亜種とする説もあった。2019年に発表されたミトコンドリアDNAのシトクロムbの分子系統推定では、イワミサンショウウオH. iwami、カスミサンショウウオやツシマサンショウウオ・ヤマグチサンショウウオH. bakanの3種からなる単系統群と近縁だという解析結果が得られている。

## 生態
海岸周辺の低地から山地にかけての常緑広葉樹からなる二次林・スギ林に生息する。
昆虫、クモ、ミミズなどを食べる。幼生は水生昆虫の幼虫、ヨコエビ類などを食べる。
繁殖形態は卵生。2月下旬から3月に渓流の源流周辺にある伏流水の中に産卵すると考えられ、砂礫に埋もれた石や滝壺状になった溜まりにある石の下から卵の発見例がある。20 - 50個の卵を1対の卵嚢に包んで産む。卵は5月に孵化する。幼生は8 - 9月に変態するか、翌年の5 - 7月に変態する。

## 人間との関係
分布が極めて限定的であることに加えて、森林伐採・林道建設・河川改修による生息地の破壊、それに伴う土砂流出による水質汚染などにより、生息数は激減している。隠岐の島町では町の天然記念物に指定されている。
絶滅危惧II類 (VU)（環境省レッドリスト）